# Edales pandava
Edales pandava är en fjärilsart som beskrevs av Thomas Horsfield 1829. Edales pandava ingår i släktet Edales och familjen juvelvingar. Inga underarter finns listade i Catalogue of Life.

## Bildgalleri

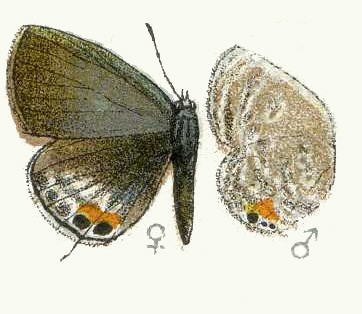
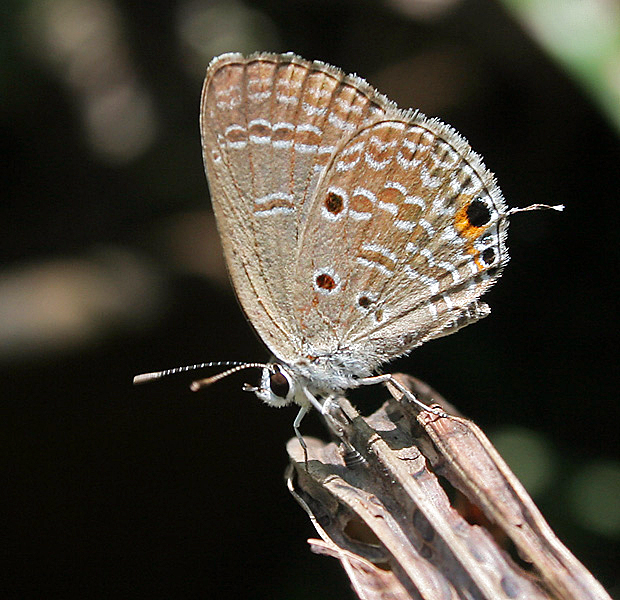
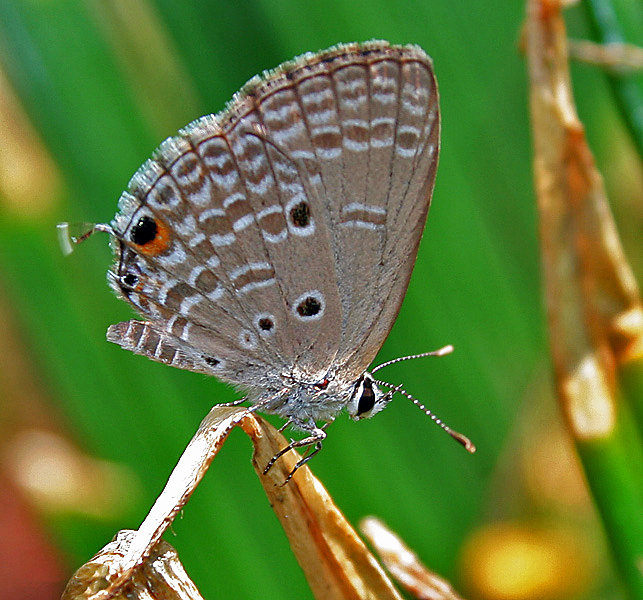
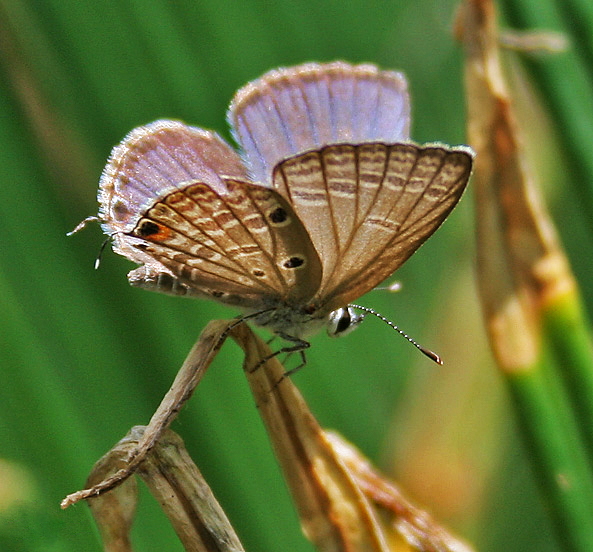
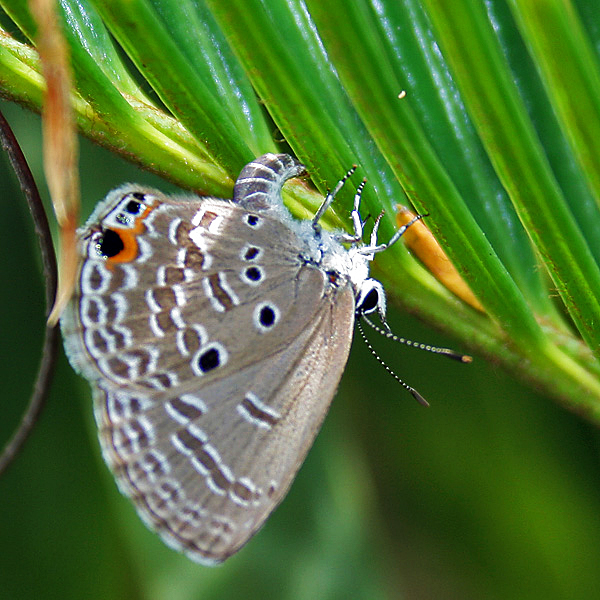
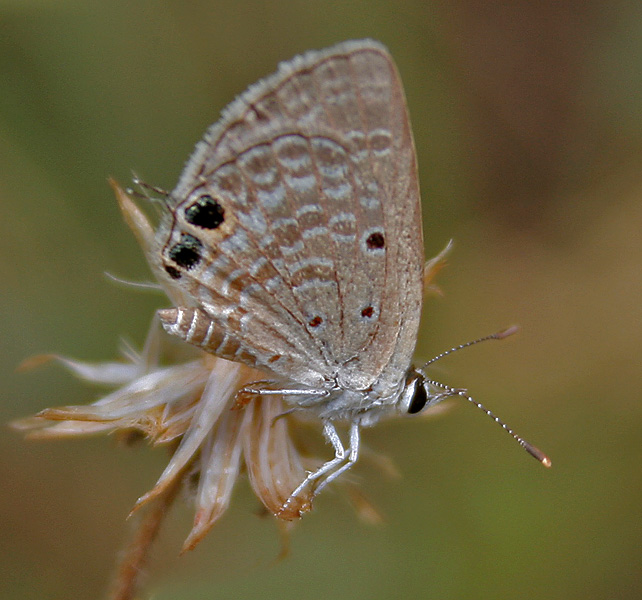